# فيفيانا (فلم 1916)
فيفيانا (بالإنجليزية: Viviana) هو فيلم درامي أمريكي قصير من إنتاج عام 1916 وإخراج بي ريفيس إيسون.

## وصلات خارجية
مقالات تستعمل روابط فنية بلا صلة مع ويكي بيانات